# Castell de Montgai
El castell de Montgai és un castell al nucli urbà del poble de Montgai, del municipi homònim de la Noguera, declarat bé cultural d'interès nacional.
És un edifici situat a la cantonada entre la plaça del Castell i el carrer Reverend Bernola.

## Història
L'any 1050, el comte Ramon Berenguer I es feu cedir per «Yusuf al-Muzaffar», cabdill àrab de Lleida, Camarasa i Cubells, indrets que conqueriren l'esmentat comte i el comte d'Urgell, Ermengol III. Segons Lladonosa, s'establiren diverses comunitats pageses entre les serre de Montclar i Almenara, amb Montgai com a centre colonitzador. L'any 1172, en el testament sacramental de Ramon Bernat, castlà de la fortalesa, consta el llegat al seu fill Ponç del castell de Montgai junt amb Seró, Biosca, Vernet, etc. Segons la documentació, el fill es pot identificar amb Ponç de Seró, que testà el 1196. En la carta de poblament concedida pels comtes d'Urgell als habitants de Bellcaire d'Urgell consta com afrontació territorial.
L'any 1222, el rei Jaume I confirmà en favor de la seva germanastra Constança i el seu marit el senescal Guillem Ramon II de Montcada els castells i viles de Montgai, Cubells, Camarasa, etc. L'any 1330, Alfons III de Catalunya-Aragó creà el marquesat de Camarasa i la vila de Montgai n'entrà a formar part. Al segle xv, segons indica Montsalvatge, els castells de Montgai i Cubells foren venuts pel rei Alfons el Magnànim a Francesc d'Arinyó. Durant la guerra civil contra el rei Joan II (1462-72), la senyoria de Montgai era d'Angelina de Luna, marquesa de Camarasa i després d'ella dels diversos titulars del marquesat. El 1714, acabada la guerra de Successió, el domini del lloc era detingut per Nicolau Antic.

## Arquitectura
Les restes dels castell formen part dels baixos de dues cases de la vila; una part sembla seguir uns models repetits al llarg de tota la ribera del Sió i que es poden adscriure a les construccions castrals d'època andalusina relacionades amb el centre de Balaguer. Són les sis primeres filades del cos inferior de la casa més a ponent. Sembla que configuren la cara nord d'una torre que feia en aquest punt 5,20 m. L'aparell constructiu, fet a base de gres del país, és aparellat de carreus ben escairats, disposats majoritàriament de través i col·locats en sec (actualment les juntes s'han resseguit amb guix i formigó). Segurament era dotada de sabata; se'n veu la filada superior. Es pot donar una datació del final del segle IX i primera meitat del segle x. No es pot precisar si era una torre aïllada o formava part d'una fortalesa més complexa.
La resta de murs, construïts amb carreus més petits no es poden adscriure a una època determinada però potser es podrien datar immediatament després de la conquesta feudal, és a dir, segona meitat del segle xi.